# Drini Halili
Drini Halili (* 12. Juni 2000) ist ein albanischer Fußballspieler.

## Karriere

### Verein
Halili begann seine Karriere beim KS Teuta Durrës. Im März 2016 wechselte er nach Österreich in die Jugend des Grazer AK. Zur Saison 2016/17 rückte er in den Kader der zweiten Mannschaft der Steirer. In zwei Jahren für GAK kam er zu 30 Einsätzen in der siebtklassigen Gebietsliga, in denen er 14 Tore erzielte. Zur Saison 2018/19 wechselte er zum Regionalligisten FC Gleisdorf 09. Für Gleisdorf absolvierte er insgesamt aber nur zwei Spiele in der Regionalliga, primär spielte er für die Reserve in der fünften Liga.
Zur Saison 2019/20 schloss Halili sich dem Ligakonkurrenten SC Kalsdorf an. Für Kalsdorf spielte er bis zum COVID-bedingten Saisonabbruch sechsmal in der dritthöchsten Spielklasse. Zur Saison 2020/21 zog der Flügelspieler weiter innerhalb der Regionalliga Mitte zu den Amateuren des SK Sturm Graz. In der ebenfalls abgebrochenen Saison 2020/21 absolvierte er alle 13 Saisonspiele. In der Saison 2021/22 kam er zu 25 Einsätzen, in denen er sieben Tore erzielte. Mit Sturm II stieg er in die 2. Liga auf.
Den Aufstieg machte Halili aber nicht mit, er wechselte zur Saison 2022/23 zu Regionalligist DSV Leoben. Für die Donawitzer kam er zu 16 Einsätzen, auch mit Leoben stieg er in die 2. Liga auf. Anschließend gab er im August 2023 sein Debüt in der 2. Liga, als er am vierten Spieltag der Saison 2023/24 gegen die SV Ried in der 63. Minute für Winfred Amoah eingewechselt wurde. Bis Saisonende kam er zu 24 Zweitligaeinsätzen, Leoben wurde jedoch die Zulassung entzogen und der Klub stieg nach einem Jahr wieder aus dem Profibereich ab. Halili blieb aber beim DSV und kam anschließend bis zur Winterpause 2024/25 zu 13 Regionalligaeinsätzen.
Im Januar 2025 verließ er dann den finanziell schwer angeschlagenen Klub, der kurz darauf Konkurs anmelden musste, zum Zweitligisten ASK Voitsberg. Für Voitsberg kam er zu drei Zweitligaeinsätzen, ehe das Team zu Saisonende aus der 2. Liga abstieg.
Daraufhin wechselte Halili zur Saison 2025/26 zum viertklassigen SC Fürstenfeld.

### Nationalmannschaft
Halili spielte im Mai 2016 erstmals für eine albanische Jugendnationalauswahl. 2018 kam er siebenmal für die U-19-Mannschaft zum Einsatz.